# بن شرو (ناوور)
بن شرو هي إحدى مشيخات المملكة المغربية، تتبع جغرافيا لإقليم بني ملال وإداريًا لناوور. يقدر عدد سكانها بـ 2476 نسمة حسب الإحصاء الرسمي للسكان والسكنى لسنة 2004.